# Тесьма
Тесьма́ (от тюрк. тасма — ремень, поводок) — узкая тканая или плетёная полоса или шнур, обычно имеющая только 1 систему косо переплетёных нитей. Используют для отделки и ремонта одежды, нередко вшивают в готовые изделия для укрепления швов, кроме этого имеет самое разнообразное применение в домашнем обиходе.
От ленты тесьма отличается, главным образом, тем, что лента служит, преимущественно, украшением, между тем, как тесьму назначают для связывания и стягивания частей одежды и тому подобного, вследствие чего прочность является для неё одним из необходимых качеств. Поэтому на изготовление тесьмы идут нити из более прочных материалов: льна, хлопка, реже шерсти и шёлка, соединяемые простейшими переплетениями: полотняным, саржевым, реже атласным.
Встречается также плетёная тесьма. По существу же тканая тесьма и лента являются одним и тем же продуктом ткачества.